# Bucchero-Hähnchen von Viterbo

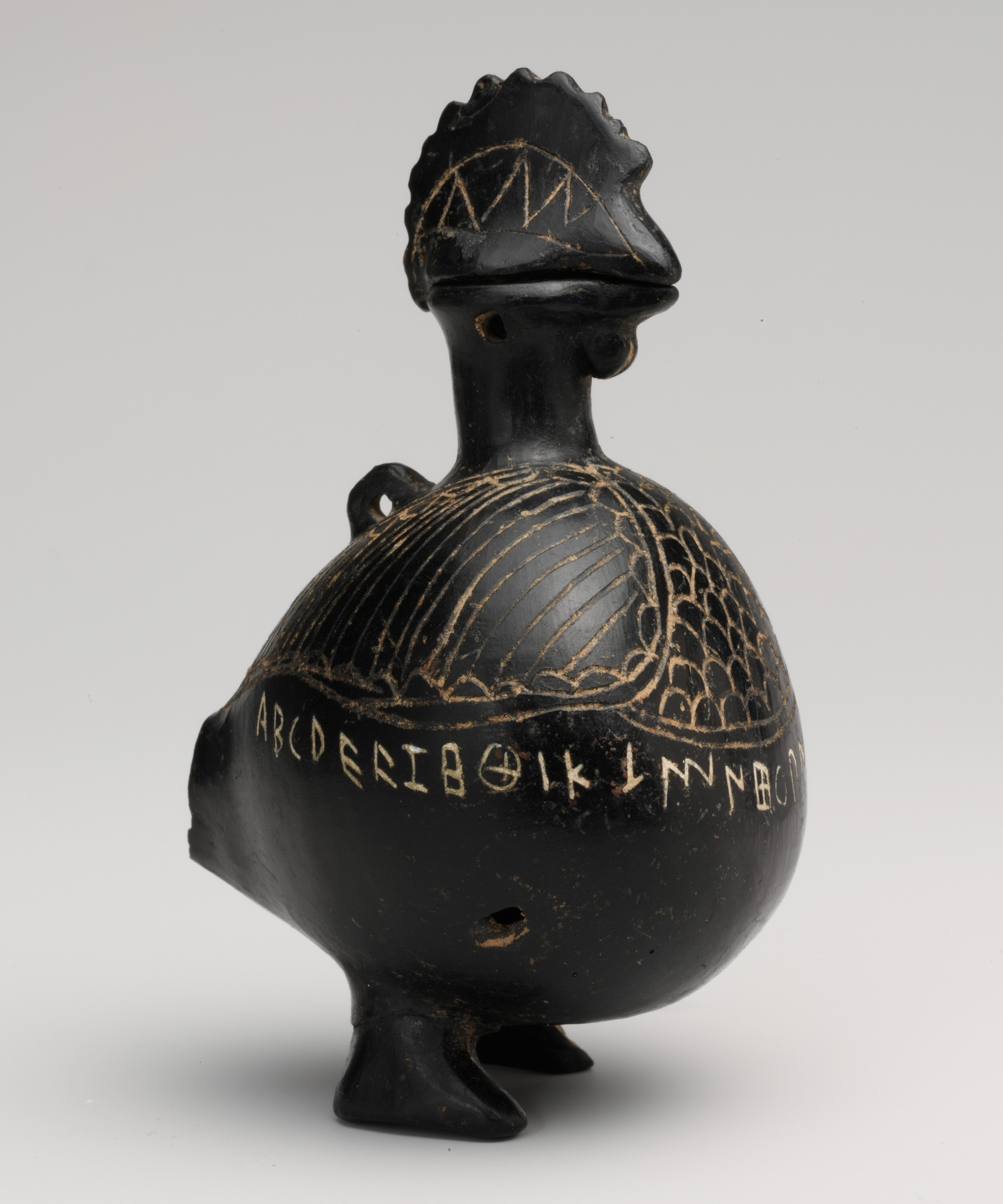
Bucchero-Hähnchen von Viterbo

Das Bucchero-Hähnchen von Viterbo ist ein etruskisches Artefakt aus dem späten 7. Jahrhundert v. Chr. und befindet sich heute im Metropolitan Museum of Art in New York. Das Hähnchen ist aus schwarz gebranntem Ton (Bucchero) gefertigt und diente vermutlich als Aufbewahrungsgefäß für Tinte. Auf dem Gefäß ist ein frühes etruskisches Alphabet eingeritzt.

## Beschreibung der Keramik

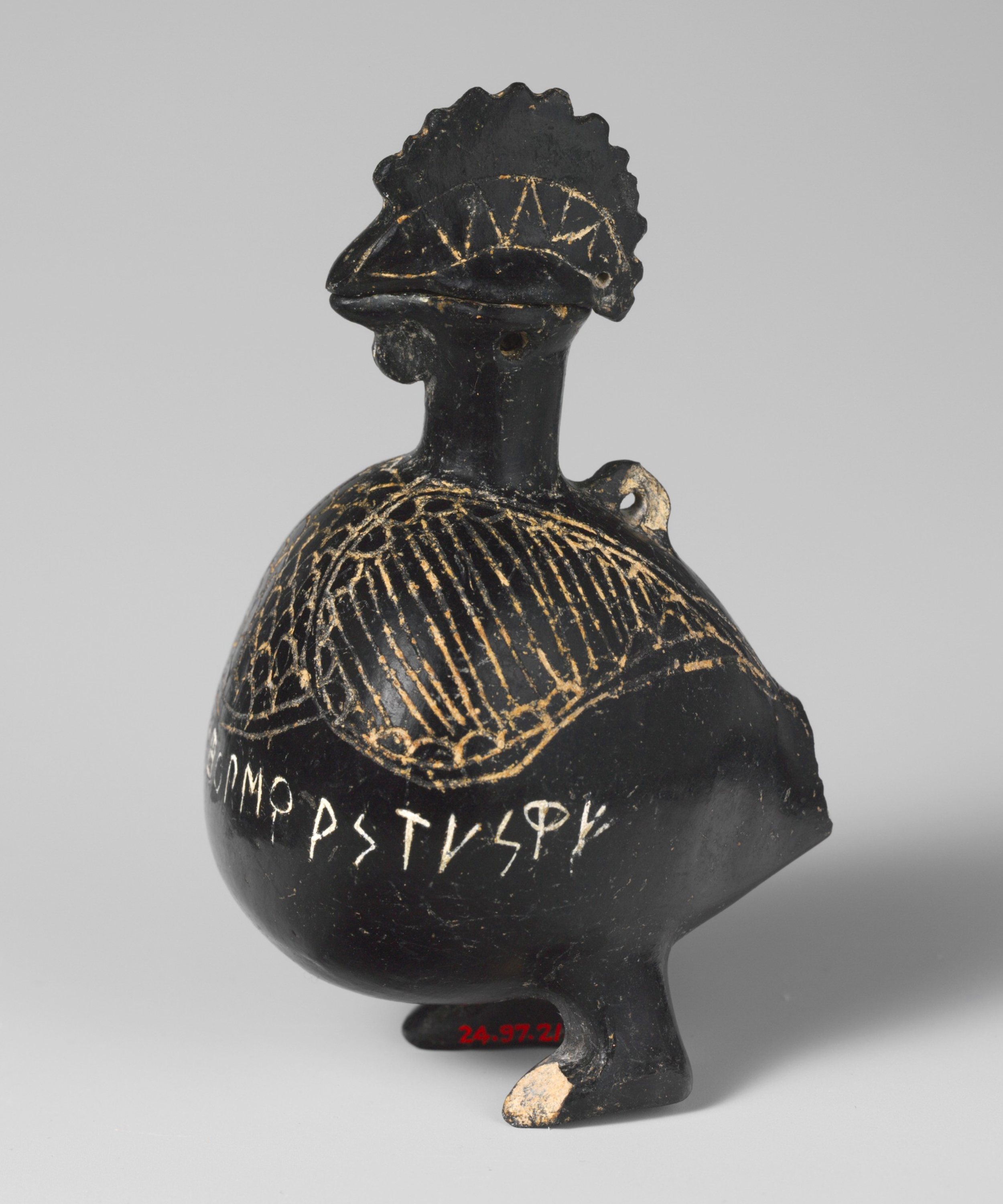
Bucchero-Hähnchen von Viterbo

Das Hähnchen ist 10,3 cm hoch und wurde zwischen 630 und 620 v. Chr. aus gebranntem Ton hergestellt. Die schwarze, glänzende Färbung ergibt sich durch einen Brand im sogenannten reduzierenden Feuer. Dabei wird die Sauerstoffzufuhr durch Verengen der Abluftöffnungen und Zugabe von Brennstoff unterbunden, wodurch tiefschwarzes Eisenoxid entsteht. Auf diese Weise gebrannte Keramik wird als Bucchero bezeichnet. Das Muster, das das Gefieder des Hahns darstellen soll, und das Alphabet wurden nach dem Brand in die Keramik eingeritzt.
Der hintere Teil der Figur, der wahrscheinlich ebenfalls auf dem Boden aufsaß und die Standfestigkeit erhöhte, ist abgebrochen und konnte bisher nicht aufgefunden werden. Ebenso fehlt dem Hähnchen der vordere Teil des linken Fußes. Der Kopf des Hähnchens ist auf der Höhe des Schnabels abnehmbar und diente wohl als Verschluss. Daher könnte das Gefäß zur Aufbewahrung einer Flüssigkeit, insbesondere von Tinte, verwendet worden sein. Das Bucchero-Hähnchen stammte vermutlich aus der Nähe von Viterbo in Latium und gelangte 1924 in den Besitz des Metropolitan Museum of Art. Es trägt dort die Inventarnummer 24.97.21a, b.

## Ein Abecedarium als Inschrift

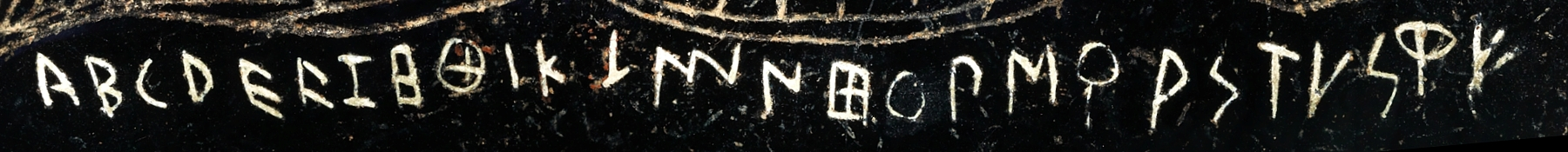
Abecedarium auf dem Bucchero-Hähnchen

Auf dem Hähnchen ist ein frühes etruskisches Alphabet eingeritzt. Solche Inschriften, die nur ein Alphabet umfassen, bezeichnet man als Abecedarium. Die 26 Buchstaben verlaufen von links nach rechts und entstammen einem westgriechischen Alphabet, das die Etrusker im 7. Jahrhundert v. Chr. von griechischen Siedlern in Kampanien übernommen hatten. Bei Text-Inschriften kamen die Buchstaben B, D und O nicht zur Anwendung, da die entsprechenden Laute in der etruskischen Sprache nicht vorkamen. Ein S-Laut in Form eines Fensters (entsprechend phönizischem Samech und griechischem Xi) fand ebenfalls keine Verwendung.
Dem Schreiber ist bei der Niederschrift der Buchstaben vermutlich ein Fehler unterlaufen, da der Buchstabe S zweimal auftritt, an Position 21 und an Position 24. Andere Abecedarien aus dieser Zeit zeigen an Position 24 dagegen den Buchstaben X, sodass ein Schreibfehler naheliegt. Erfahrungsgemäß lässt sich der Anfang eines Alphabets besser memorieren als der Schluss.

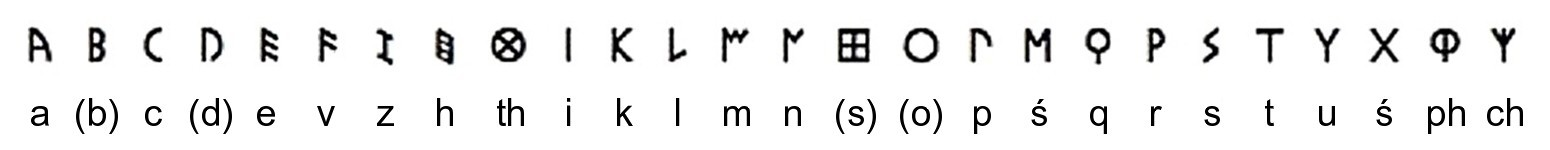
Etruskisches Alphabet aus dem 7. Jahrhundert v. Chr. mit Transliteration

## Kulturgeschichtliche Bedeutung
Das Hähnchen ist ein frühes Beispiel für etruskische Bucchero-Ware und für die Darstellung von Abecedarien auf solchen Keramiken.
Bucchero-Ware produzierten die Etrusker ab Mitte des 7. Jahrhunderts bis Anfang des 4. Jahrhunderts v. Chr. Dabei entwickelten sie eine große Formenvielfalt, von einfachen Schüsseln und Töpfen bis hin zu Keramiken in der Gestalt von Tieren und menschlichen Körpern. Viele der Bucchero-Objekte waren dekorative Trinkgefäße, darunter auch einige, die gewöhnlich aus Metallen wie Gold, Silber und Bronze hergestellt wurden. Dabei übernahmen die Etrusker häufig Formen und Bezeichnungen von den Griechen, z. B. etruskisch culichna für ein Trinkgefäß vom griechischen kylix. Diese Art von Keramik wurde in einem aufwändigen und arbeitsintensiven Prozess hergestellt, der ein hohes Maß an Geschicklichkeit erforderte. Daher war eine Bucchero-Keramik nicht für den täglichen Gebrauch gedacht, sondern diente für eine wohlhabende Elite als Prestige- und Repräsentationsobjekt.
Aus der etruskischen Frühzeit sind neben dem Hähnchen von Viterbo noch weitere Abecedarien mit Modell-Alphabeten erhalten geblieben, darunter die Bucchero-Amphore von Formello, ein Alabastron aus der Tomba Regolini-Galassi in Cerveteri und ein weiteres Bucchero-Gefäß aus der Nekropole von Sorbo bei Cerveteri. Die Alphabete auf diesen Artefakten sind wie auf dem Hähnchen rechtsläufig, d. h. von links nach rechts, verfasst. Das älteste Abecedarium wurde auf der Schreibtafel von Marsiliana d’Albegna eingeritzt. Die Buchstaben sind dort linksläufig, d. h. von rechts nach links, und spiegelverkehrt geschrieben. Bis auf den Schreibfehler kamen dieselben Buchstaben zur Anwendung wie auf dem Bucchero-Hähnchen von Viterbo. Im 7. Jahrhundert verfassten die Etrusker ihre Inschriften zunächst rechtsläufig, ab dem 6. Jahrhundert v. Chr. linksläufig mit spiegelverkehrten Buchstaben.

Abecedarium von Marsiliana d’Albegna

Da das Hähnchen wahrscheinlich als Tintenfass verwendet wurde, stellte das Abecedarium zunächst eine praktische Merkhilfe beim Schreiben dar. Daneben diente die Inschrift auch als Dekoration und demonstrierte das Wissen des Eigentümers von der Schreibkunst. Man geht davon aus, dass Inschriften auf etruskischen Artefakten auch einen sakralen Charakter besaßen. Die Buchstaben hatten eine magische Wirkung und das Schreiben selbst war ein ritueller Akt.